# Фелікс Сандман
Фелікс Сандман (швед. Felix Sandman; рід. 25 жовтня 1998, Вермде, Швеція) — шведський співак і автор пісень, актор. У музичних колах відомий як колишній учасник бой-бенду FO&O. Зараз виступає сольно. Акторську славу Феліксові принесла роль Себастіана у шведському мінісеріалі «Найбільше» від Netflix.

## Музична кар’єра
Фелікс Сандман із самого дитинства захоплювався музикою. Успіх прийшов до талановитого хлопця у 14-річному віці, коли він став учасником бой-бенду FO&O. У складі гурту випустив два успішні студійні альбоми «Off the Grid» (2014) та «FO&O» (2017).
Свою сольну кар’єру Сандман розпочав у 2017 році після розпаду FO&O.
Фелікс двічі брав участь у шведському відборі на Євробачення — в конкурсі Melodifestivalen: в 2017 в складі FO&O (учасники гурту вийшли у фінал і посіли 11 місце) та самостійно у 2018 р. На Melodifestivalen 2018 Фелікс представив свій перший сольний сингл «Every single day», який написав у співавторстві з Noah Conrad, Tony Ferrari, Parker James Nornes та Jake Torrey. Лірична балада принесла йому в результаті 2-ге місце. Дебютний сингл Сандмана перебував на першій сходинці в національному шведському чарті Sverigetopplistan протягом чотирьох тижнів.
У вересні 2018 року Фелікс Сандман випустив свій дебютний студійний альбом під назвою «Emotions». Альбом записувавсяу Лос-Анджелесі і став результатом творчої співпраці американських і шведських продюсерів та авторів пісень. Фелікс Сандман є співавтором майже усіх пісень, що увійшли до альбому (виняток — «Imprint», який був випущений як сингл у липні того ж року. Альбом досяг 3-ї сходинки в чарті Sverigetopplistan. Крім того «Emotions» був номінований шведською радіостанцією P3 на отримання музичної премії P3 Guld у категорії «Кращий поп альбом».
Восени 2018 року Фелікс Сандман спільно з Беньяміном Інгроссо вирушив у свій перший після розпаду FO&O загальнонаціональний тур 20 містами Швеції. Раніше вони записали дуетом два сингли «Tror du att han bryr sig» (демоверсія колишнього золотого хіта Беньяміна «Do You Think About Me», який швидко став платиновим) та «Happy Thoughts». Під час туру дует випускав подкаст «Livets liv», який зараз доступний на Spotify.

## Дискографія

### Альбоми
- 2018 — «Emotions»[en]

### Сингли

#### Як головний артист
- 2018 — «Every single day»[sv]
- 2018 — «Tror du att han bryr sig»[en] (з Беньяміном Інгроссо) #1 ПЛАТИНОВИЙ
- 2018 — «Imprint»
- 2018 — «Lovisa»
- 2019 — «Miss You Like Crazy»
- 2019 — «Something Right»
- 2019 — «Happy Thoughts»[en] (з Беньяміном Інгроссо);

#### Якзапрошений артист
- 2018 — «Starfish» (Rhys[sv] featuring Felix Sandman)[21].

## Музичні нагороди
У 2018 році Фелікс Сандман був представлений у чотирьох номінаціях (швед. ”Årets fans”, ”Årets genombrott”, ”Årets manliga liveartist”, ”Årets svenska låt”) премії «Rockbjörnen» — найпрестижнішої у Швеції музичної нагороди, яку присуджує газета «Aftonbladet». Співак здобув перемогу у категорії «Прорив року» (швед. ”Årets genombrott”).  Також Фелікс Сандман — володар музичної премії Scandipop Award як «Brightest New Hope for 2018». У 2019 році його було нагороджено цією ж премією, але в іншій номінації (Best New Artist). 

## Участь у телевізійних проектах
Фелікс Сандман з дитинства брав участь у багатьох телевізійних програмах, знімався у популярних дитячих телешоу, у яких грав самого себе. 
- 2009 — Blåsningen[sv] на TV3[26].
- 2009 — різдвяний телевізійний календар «Superhjältejul»[sv] виробництва SVT (серії 18—19)[27].
- 2010 — реаліті-шоу "Tittarnas wild kids[sv]" на Barnkanalen[28].
- 2010 — «Den flygande mattan» виробництва SVT[29][26]
- 2011 — «Varning för barn» на TV3[30][28].

## Акторська кар’єра
На широкому екрані Фелікс Сандман дебютував у 2013 році, зігравши епізодичну роль конферансьє у фільмі «Ми – найкращі!». У 2018 році отримав одну із головних ролей у шведському драматичному мінісеріалі «Найбільше» від компанії Netflix. Прем’єра серіалу відбулася 5 квітня 2019 року. 

### Фільмографія
- 2013 — «Ми – найкращі!»[sv]
- 2019 — «Найбільше» (серіал)
- 2019 — «Home for Christmas» (серіал)[35].

## Цікаві факти
- Батьки Фелікса Сандмана (мама Сесілія та батько Магнус) — розлучені. У Фелікса є старша сестра Феліція та двоє молодших братів — Тео и Самуель[36].
- У 2012 р. Фелікс Сандман знявся у рекламному відеоролику "Hej jag heter Felix" торгової марки "Felix"[37].
- Фелікс з 4 років танцював у Стокгольмській танцювальній академії Base 23[sv]. У цьому ж закладі він познайомиться з майбутніми учасниками гурту FO&O — Оскаром Енестадом[en] і Оскаром Моландером. У 2012 разом з іншими танцюристами Base 23[sv] виступав на церемонії нагородження Grammis[sv] та на концерті Давіда Ліндгрена[sv] «Min Stora Gala» у приміщенні Циркової Арени[sv] в Стокгольмі[28].
- Пісня Фелікса Сандмана «Lovisa», що входить до його дебютного альбому «Emotions»[en], є автобіографічною і присвячена його колишній дівчині Ловісі Бенгтссон[4].
- Фелікс Сандман підозрює у себе наявність Синдрому порушення активності та уваги[38].
- Фелікс Сандман та Беньямін Інгроссо — не тільки колеги, але й найкращі друзі. Їхні відносини преса характеризує як броманс[2].